# Уитман, Стюарт
Стюарт Максвелл Уитман (англ. Stuart Maxwell Whitman; 1 февраля 1928, Сан-Франциско — 16 марта 2020) — американский актёр, номинант на премию «Оскар».

## Биография
Стюарт Максвелл Уитман родился 1 февраля 1928 года в Сан-Франциско, штат Калифорния. Он  был старшим из двух сыновей Сесилии (урожденной Голд) и Джозефа Уитменов. Его семья была еврейской. Его мать была еврейской иммигранткой из России, а бабушка и дедушка по отцовской линии были польскими евреями. Семья постоянно переезжала с места на место, из-за чего Уитман учился более чем в двадцати школах.
Уитмен интересовался актерским мастерством с пяти лет. Его отец в то время работал билетным кассиром в Таммани-холле, и иногда ему разрешалось смотреть спектакли.  Его родители поженились в подростковом возрасте и часто путешествовали в детстве — его отец стал юристом и занялся девелопментом. Уитмен начал свое образование в Нью-Йорке, на Манхэттене и в Покипси.  «Я ходил в так много школ — всего 26! — что всегда был аутсайдером», — вспоминал он позже. «Только в старших классах я смог по-настоящему читать... Я всегда сидел в задней части комнаты».  Ранняя любовь Уитмена к актерству проявилась, когда он сыграл три летних спектакля в Нью-Йорке, когда ему было 12 лет, но «никто не воспринимал это всерьез», сказал он. 
Его дядя считал, что у него есть потенциал боксера и тайно тренировал его.  Когда началась Вторая мировая война, Джозеф Уитмен переехал в Лос-Анджелес, чтобы управлять заводами по крекингу нефти для правительства. Его семья поселилась в Лос-Анджелесе, и Уитмен окончил Голливудскую среднюю школу в 1945 году. 
После школы он поступил на службу в армию США и три года служил в инженерном корпусе в Форт-Льюисе, штат Вашингтон. В это время он время от времени боксировал, выиграв 31 из 32 боев.  Во время своего пребывания на службе Уитмен был боксером легкого веса в армии.  Боксерский поединок, благодаря которому он был наиболее известен, был против Денни Деннисона (урожденного Арчибальда Деннисона Скотта III). Уитмен был с почетом уволен из армии в 1948 году, в то время как его близкий друг Скотт закончил офицерскую школу в следующем году, дослужившись до звания полковника. 
Первоначально Уитмен намеревался последовать примеру своего тестя и поступил в Городской колледж Лос-Анджелеса. Он специализировался на драме. В течение первого года обучения он «понял, что юриспруденция — это настоящая скука», и начал развивать амбиции стать актером.
«Я дошел до того, что сказал: «Что ты собираешься делать со своей жизнью? Ты должен что-то сделать», — сказал он. «Я решила, что хочу тратить большую часть своего времени на себя. Поэтому я решил развиваться и заниматься самообразование».  «Мой отец хотел, чтобы я присоединился к его юридической фирме и параллельно занимался недвижимостью», — вспоминал Уитмен. «В семье был скандал из-за бокса, но ничего похожего на бой, когда я сказал отцу, что собираюсь стать актером. Он сказал: «Если это так, то ты сам по себе». Никаких денег от него. И он сдержал свое слово». 
Отец продал Уитмену бульдозер, на котором сын зарабатывал себе на жизнь в колледже. Уитмен расчищал участки, выкорчевывал деревья и выравнивал пересеченную местность.  Эта работа приносила ему до 100 долларов в день. Позже он и его отец вместе занялись девелопментом недвижимости, покупая различные участки в Лос-Анджелесе и его окрестностях. 
Уитмен вступил в Театральное общество Михаила Чехова, где учился по ночам в течение четырех лет. Он подумывал о карьере в профессиональном футболе, но повредил ногу в колледже. Он поступил в драматическую школу Бена Барда в Голливуде и дебютировал в школьной постановке «А вот и мистер Джордан», которая шла в течение шести месяцев. 
Уитмен был замечен скаутом талантов во время учебы в Городском колледже. Он дебютировал на экране в роли Кипа Уитмена в эпизодической роли в фильме Рудольфа Мате «Когда миры сталкиваются», который был выпущен в ноябре 1951 года.  За этим последовала еще одна небольшая роль, используя тот же псевдоним, в фильме Роберта Уайза «День, когда Земля остановилась», выпущенном в сентябре того же года. 
В 1952 году Уитмен продолжил играть небольшие роли, начиная с «Колючей проволоки» Джорджа Арчейнбо, вышедшей в июле[, и «Одной минуты до нуля» Тая Гарнетта, вышедшей в августе.  В декабре 1952 года он подписал контракт с Universal, по которому снялся в фильме Дугласа Сирка «Все, чего я желаю», выпущенном в июле 1953 года, и фильме Джесси Хиббса «Все американцы», выпущенном в октябре. 
Уитмен по-прежнему снимался в небольших ролях в полнометражных фильмах, премьера которых состоялась в 1953 году. Это началось с фильма Бадда Беттихера «Человек из Аламо», выпущенного в августе.  Вслед за этим последовала картина Жака Турнера «Свидание в Гондурасе», премьера которой состоялась 16 октября.  Следующей была «Вуаль Багдада» Джорджа Шермана, которая состоялась в ноябре.  Наконец, в декабре в кинотеатрах стартовал показ фильма Ллойда Бэкона «Возвращая моего ребенка домой». 
В 1954 году Уитмен продолжал сниматься во второстепенных ролях в кино. Первой была «Рапсодия» Чарльза Видора в Metro-Goldwyn-Mayer (MGM) 16 апреля.  14 мая это был «Военнопленный» Эндрю Мартона, в июне последовал «Серебряная жила» Аллана Двана. 25 июля вышел фильм Лесли Селандера «Возвращение с моря».  6 октября состоялась премьера фильма «Страсть». Затем он появился в Brigadoon 22 октября.  В 1954 году он снялся на сцене в пьесе Кристофера Фрая «Наблюдаемая Венера» в театре «Побережье».  На телевидении Уитмен снимался в эпизодах сериалов «Доктор Кристиан», «Шоу Роя Роджерса» и «Дни Долины Смерти». 
1 июля 1955 года Уитмен появился в образе мужчины на пляже в фильме Кертиса Бернхардта «Прерванная мелодия». В том же году Уитмен сыграл второстепенную роль в сериале «Король карнавала». 
В 1956 году Уитмен продолжил сниматься в тех же типах ролей, начиная с «Hold Back the Night 29 июля» Аллана Двана, за которым последовал «Seven Men from Now» Бадда Беттихера 4 августа.  Еще одной актерской заслугой стал фильм «Диана» от Republic Pictures.
Начиная с того же года, он начал играть повторяющуюся роль сержанта Уолтерса в телесериале «Дорожный патруль», появившись в общей сложности в шестнадцати эпизодах. Уитмен объяснил, что в то время он подрабатывал на скотобойне, и когда он получил роль, он и его звезда Бродерик Кроуфорд сразу же поладили и подружились. С этого момента, когда у Уитмена не хватало денег, он звонил Кроуфорду, который с радостью приглашал его сняться в следующем эпизоде, исходя из предпосылки, что он сможет выпить, пока Уитмен будет заниматься большей частью диалогов. 
В 1957 году роли Уитмена в кино постепенно росли благодаря следующим фильмам: «Преступление страсти» Герда Освальда, премьера которого состоялась в феврале «Военные барабаны» Реджинальда Ле Борга в апреле.  21 сентября Уитмен получил свою первую главную роль в фильме Джона Х. Ауэра «Джонни Трабл», спродюсированном Джоном Кэрроллом, который заключил с Уитменом контракт на один фильм в год в течение семи лет; Los Angeles Times написала, что он «напоминает и Роберта Райана, и Джеймса Дина».  октябре он появился в двух релизах: «Hell Bound» и «The Girl in Black Stockings» Говарда В. Коха. 30 ноября это были бомбардировщики B-52 Гордона Дугласа. 
Первые заметные роли в 1957 году были в военных драмах «Портовое командование» о береговой охране США и «Тихая служба», основанных на реальных историях подводной службы ВМС США. Примерно в это же время Уитмен снялся в 16-м эпизоде первого сезона «Театра Зейна Грея». 
К этому времени побочная карьера Уитмена в качестве застройщика процветала. Он осваивал сотни акров земли в таких местах, как Анахайм, Бенедикт-Каньон и Панорама-Сити, часто в партнерстве со своим отцом. «Из-за этого я никогда не работал статистом», — сказал он в 1958 году. «Я никогда не соглашался на роль, которая, как я думала, не продвинула бы мою карьеру. Я никогда не брался за актерскую работу, в кино или на телевидении, за которые платили бы менее 250 долларов в неделю». 
В конце 1950-х годов компания 20th Century Fox стремилась развивать новые таланты. Руководитель производственного отдела Бадди Адлер сказал: «Мы должны вернуть молодых людей в кинотеатры, и лучший способ – это развивать молодых звезд как магнит. В то время как истории стали более важными, чем когда-либо, мы должны искать наши свежие, молодые таланты, чтобы сыграть в них».  Уитмен был одним из многих новых имен, подписанных Адлером на Fox в рамках программы по созданию звезд стоимостью 3-4 миллиона долларов.  Контракт Уитмена был рассчитан на семь лет. 
В январе 1958 года состоялась премьера фильма Уильяма А. Уэллмана «Рейнджеры Дарби».  Во время производства фильма роли менялись: исполнитель главной роли, Чарльтон Хестон, покинул фильм, и Джеймс Гарнер получил главную роль, в то время как Уитмен получил оригинальную роль Гарнера, которая доминировала в первой половине картины, а затем почти не появлялась во второй. Уитмен был одним из нескольких актёров, которые пробовались на роль Барта Мэверика В марте 1958 года контракт с FOX стал эксклюзивным.  В июне началось производство фильма Ричарда Флейшера «Эта тысяча холмов. В мае «Тен Норт Фредерик» начал свой театральный показ.  Позже Уитмен сказал, что он сделал это, чтобы получить маленькую роль на выбор, и «из этого вышло много хорошего».  В августе Уитмен появилась в фильме «Китайская кукла». 
В октябре на экраны вышла постановка MGM по фильму Эндрю Л. Стоуна «The Decks Ran Red», в котором он снялся. По словам Уитмена, он помог с подписанием контракта со своим другом Бродериком Кроуфордом, пообещав студии, что Кроуфорд будет оставаться трезвым на протяжении всех съемок. Кроуфорд был нанят и сдержал свое обещание. 
В то время режиссёр Эндрю Л. Стоун хотел, чтобы Уитмен появился в фильме «Последнее путешествие» (1960 досталась Роберту Стэку. Фокс предоставил ему еще одну роль, когда он заменил Роберта Вагнера в фильме «Шум и ярость» (1959).  Также в 1959 году Уитмен снялся в эпизоде «Последний смех», 20-м эпизоде первого сезона сериала «У меня есть оружие — будет путешествовать».  [необходимы дополнительные цитаты] Еще один телевизионный титр появился в эпизоде «Суд последней инстанции» под названием «Дело Вестовера».  [необходимы дополнительные цитаты]

В 1958 году Хедда Хоппер написала статью о Уитмене, в которой сказала, что он может стать «новым Кларком Гейблом»:
Это свежая личность с огромным влиянием. Он высокий и худощавый, с копной непослушных черных волос и темно-карих глаз, которые становятся серыми, когда он играет плохого человека или включает жар в любовной сцене. Когда он подходит к камере, зрители садятся и говорят: «Кто это сделал?» 
В 1959 году Уитмен снялся в нескольких полнометражных фильмах. В феврале состоялась премьера вестерна Ричарда Флейшера «Эта тысяча холмов В марте на экраны вышел альбом The Sound and the Fury.  В Fox Уитмен получил ведущие роли. В ноябре состоялась премьера фильма Дона Сигела «Человек-собака».  У Уитмена была отличная роль, в которой он снялся вместе с Фабианом Форте, сыграв его «четвертый каблук подряд... У меня был бал, потому что персонаж был настоящей вошью, все свисало с него и никаких запретов. Мне нравятся такие парни, я полагаю, потому что я сам не могу быть таким». 
В мае 1960 года газета «Лос-Анджелес Таймс» написала статью о Уитмене, назвав его «актером растущей важности в бизнесе, который нуждается в верных сторонниках, которые пойдут по стопам Кларк Гейблс, Гэри Куперса и Джона Уэйнса... Уитмен похож на прекрасно подготовленного чемпиона по легкой атлетике – скромный, но уверенный в себе парень, который, кажется, знает, куда идет». 
Премьера библейской драмы Генри Костера «История Руфи», в которой Уитмен заменил Стивена Бойда в роли Боаза, состоялась в июне 1960 года.  Следующий релиз Уитмена состоялся в июле, с гангстерской сказкой «Корпорация убийств».  «Я сыграл много разных ролей с тех пор, как закончил Голливудскую среднюю школу и Городской колледж, — сказал Уитмен в интервью 1960 года, — поэтому внезапная смена места не слишком беспокоила меня. Я надеюсь, что 20th Century Fox сохранит роли разнообразными и интересными».  Уитмен сказал, что производство «Корпорации убийств» было проблемным. Во-первых, когда он читал сценарий, у него сложилось впечатление, что он будет играть роль, на которую уже был утвержден Питер Фальк, но на самом деле он был выбран на роль романтического героя. Кроме того, режиссер Стюарт Розенберг был уволен из студии, потому что они посчитали, что он тратит слишком много времени на подготовку кадров. После увольнения начиналась сидячая забастовка актеров, и было объявлено, что будет полномасштабная забастовка. Это поставило студию под давление, чтобы закончить проект, поэтому продюсер Берт Балабан, который делит режиссерский титул с Розенбергом, вмешался и закончил фильм за неделю, точно в тот день, когда началась забастовка. 
В январе 1961 года в Лондоне состоялась премьера «Метки» Гая Грина.  Роль появилась, когда Уитмен был разочарован теми ролями, которые он получал. «Я метался и ничего не получал, чтобы проверить свои способности», - сказал он. Когда Ричард Бертон отказался от роли растлителя детей в «Метке», чтобы сыграть Камелот на сцене, Уитмен сказал, что его агент попросил его полететь в Ирландию, чтобы сняться в фильме, но его агент не сказал ему, о чем идет речь. Уитмен не знал о противоречивом характере роли, пока не прочитал сценарий на натуре. Впечатленный и напуганный содержанием, Уитмен сомневался и спрашивал себя, в правильном ли он бизнесе, но пришел к выводу, что сможет это сделать. Игра Уитмена принесла ему восторженные отзывы и номинацию на «Оскар» за лучшую мужскую роль. Он сказал, что фильм «удвоил мой рейтинг как актера».  Тем не менее, позже он сказал: «Мне было трудно сломать свой имидж в этом фильме... Это заблокировало мой имидж смелого любителя активного отдыха». 
11 апреля 1961 года Уитмен появился в фильме «Самое жестокое сердце», который был снят в Южной Африке и дебютировал в Сан-Франциско.  12 июля Уитмен появился в религиозном эпосе Майкла Кертиса «Франциск Ассизский».  По словам Уитмена, находясь на съемочной площадке, Кёртис сказал ему, что хотел бы получить роль в его следующем фильме, вестерне «Команчеро», адаптации романа Пола Уэллмана. Уитмену понравилась идея, но студия заказала его в другом месте. Единственным способом исправить это было то, что Уитмен поговорил со звездой фильма Джоном Уэйном, поскольку только Уэйн мог попросить руководителей студии договориться о том, чтобы Уитмен сыграла эту роль. Уитмен пошел, представился Уэйну и убедил его сделать это.  1 ноября состоялась премьера «Команчеро». В нем Уитмен сыграл Пола Сожаления, который сбегает от закона, чтобы избежать смерти, но в конечном итоге попадает в плен к капитану техасских рейнджеров Джейку Каттеру (Уэйн). 
Примерно в то же время Джерри Уолд снял Уитмена в фильме «Восставшие из ада», рассказывающем о восстании боксеров, но фильм так и не был экранизирован.  Уитмен также безуспешно лоббировал главную роль в фильме «Святилище» (1961).  Позже, в 1961 году, он объявил, что создаст свою собственную продюсерскую компанию, чтобы снять фильм «Путь мандрагоры» Фредерика Уэйкмана. Он также заявил, что его бульдозер «превратился в довольно боковую линию. Я уверен, что до сих пор не был бы в кинобизнесе без этого». 
В интервью позже в том же году Уитмен сказал: «Мне пришлось бороться и говорить, что такое актер? Это парень, который играет кого-то другого. Но теперь я понимаю, что именно образ делает звезду. Джон Уэйн – отличный пример суперактера. Гэри Купер – еще один из них. Мое изображение? Я думаю, что это значит быть свободным, легким и мужским. Я говорю себе, что хочу стать актером, я хочу терять себя в каждой роли. Но это не способ стать актером». 

### 1962 — 1969: Голливудский исполнитель главной роли
15 июня 1962 года состоялась премьера фильма Милларда Кауфмана «Каторжники 4», в котором появился Уитмен.  11 октября Уитмен появился в звездной эпопее о Второй мировой войне «Самый длинный день». Режиссерами выступили несколько крупных режиссеров, и в тот же день состоялась премьера в Лос-Анджелесе.  Уитмен был утвержден на эту роль после того, как его попросили доставить коробку сигар продюсеру Дэррилу Ф. Зануку во время съемок. Занук попросил его принять участие в этом, и Уитмен согласился. Занук режиссировал сегменты Уитмена. [ В том же году Уитмен объявил, что он может сняться в фильме «Корень мандрагоры», «Победители» (1963) или фильме с Мэрилин Монро или Льюисом Майлстоуном. 
Однако в 1963 году, вместо того, чтобы выбрать какую-либо из этих ролей, Уитмен сыграл американского летчика во французском фильме «День и час» режиссера Рене Клемана, снятом в Париже и снятом во время Второй мировой войны. По словам Уитмена, он получил роль через Алена Делона, с которым столкнулся в лифте отеля «Беверли-Хиллз». Делон пригласил его встретиться с режиссером и в конце концов нашел способ одолжить его по контракту со студией. Во время съемок фильма Уитмен не соглашался с Клеманом по поводу режиссуры сцены пыток и клялся Клеману, что сам справится с ней. После того, как они случайно сели в самолет рядом с Сидни Бакманом, который был соавтором «Метки», они вместе переписали сцену. Уитмен снял сцену, но больше не стал режиссером. Он охарактеризовал Клемана как одного из лучших французских режиссеров. [ Он наслаждался этим опытом, говоря: «Я наконец-то прорвался и теперь могу получить искреннюю эмоцию, спроецировать ее и сделать реальной. Вы становитесь эгоцентричными, когда до такой степени погружаетесь в свою роль; Ваша следующая проблема заключается в том, чтобы научиться выключать его, возвращаться домой и жить с обществом. Потребовалось много времени и сил, чтобы прорваться, поэтому я мог честно чувствовать и не хочу его выключать. Теперь я понимаю, почему так много актеров обращаются к психиатрам». 
В том же году Уитмен снялся во втором эпизоде первого сезона мультсериала «Боб Хоуп представляет театр Крайслера» под названием «Убийство на солнечных часах». В нем Уитмен играет коренного американца, который разбогател на протяжении всей жизни и теперь стремится отомстить за смерть своего отца, которого линчевали за несколько лет до этого.  [необходимы дополнительные цитаты] Также в то время Уитмен был объявлен исполнителем главной роли в фильме «Кардинал» (1963), и он лоббировал роль Джимми Хоффы в адаптации «Врага внутри» Роберта Ф. Кеннеди;  первая роль была потеряна Томом Трайоном, а второй фильм так и не был снят. Затем он скорректировал свой контракт с Fox, предусмотрев один фильм в год в течение пяти лет.  После нескольких месяцев перерыва Уитмен объявил о планах снять собственный фильм «Хранитель моего брата», основанный на романе о братьях Коллиер. Однако он перешел к другим проектам. 
19 февраля 1964 года Уитмен снялся в фильме «Шоковая терапия», премьера которого состоялась в Лос-Анджелесе.  12 ноября состоялась премьера вестерна Гордона Дугласа «Рио Кончос», в котором Уитмен сыграла одну из трех главных ролей. Двумя другими были Ричард Бун и Энтони Франчоза.  Уитмен сказал, что ему не понравился сценарий, но продюсер Дэррил Ф. Занук сказал ему, что если он согласится, то его возьмут на главную роль в предстоящем фильме Кена Аннакина «Эти великолепные люди в своих летающих машинах» (1965), в роли, которую студия изначально намеревалась отдать Дику Ван Дайку. Далее Уитмен встретился с актером Буном и режиссером Дугласом. Он был высокого мнения о них и принимал их. Аннакину пришлось смириться с пожеланиями студии, и, несмотря на то, что Уитмен не был его первым выбором, Аннакин был очень доволен игрой Уитмена. 
10 февраля 1965 года состоялась премьера фильма Джорджа Инглунда «Указатель на убийство», в котором снялась Уитмен.  3 мая Уитмен был утвержден в качестве главного актера в фильме Сая Эндфилда «Пески Калахари». Уитмен стал исполнительницей главной роли после того, как продюсерская компания обхаживала многих актеров, таких как Ричард Бертон, Роберт Митчум, Альберт Финни, Марлон Брандо и Уоррен Битти. В конце концов, Джордж Пеппард был выбран на главную роль, но отказался от нее в начале производства, и в то время как Алан Бейтс рассматривался, Уитмен был утвержден. Уитмен рассказал, что получил роль после того, как прочитал в Variety об уходе Пеппарда; он отправился в отель «Беверли-Хиллз» и столкнулся с продюсером, которому в шутку предложил себя на роль. Продюсеры позвонили ему в тот же вечер, чтобы полететь в Африку, чтобы сняться в фильме. Уитмен считал съемки сложными из-за жаркой погоды и того, что бабуины, с которыми у него были сцены драки, не были должным образом обучены и жили в дряхлых условиях, а также не имели контроля за животными.  Премьера фильма состоялась 10 ноября. 
16 июня 1965 года на экраны вышел альбом Аннакина «Those Magnificent Men in Their Flying Machines». В этом британском комедийном фильме Уитмен участвует в международном ансамбле, включая Сару Майлз, Роберта Морли, Терри-Томаса, Джеймса Фокса, Реда Скелтона, Бенни Хилла, Жан-Пьера Касселя, Герта Фробе и Альберто Сорди. Фильм, вращающийся вокруг повального увлечения ранней авиацией примерно в 1910 году, рассказывает о напыщенном газетном магнате (Морли), которого его дочь (Майлз) и невеста (Фокс), молодой армейский офицер, убеждают организовать воздушную гонку из Лондона в Париж. Победителю предлагается крупная сумма денег, что привлекает самых разных персонажей, которые принимают участие. Уитмен выступает в образе американского участника, одного из его главных участников. Фильм получил положительные отзывы, в которых они сказали, что фильм был забавным, красочным, умным и запечатлел ранний энтузиазм к авиации. [ Он рассматривался как крупное производство, один из трех полнометражных 70-мм релизов Todd-AO Fox в 1965 году, с антрактом и музыкальной интерлюдией, которые были частью оригинальных показов.  Из-за процесса Тодда-Ао фильм был эксклюзивным роуд-шоу, первоначально показанным в роскошных залах Cinerama, где клиентам требовались зарезервированные места, купленные заранее.  Фильм собрал 31,1 миллиона долларов в кинотеатрах и заработал 29,9 миллиона долларов на продажах домашнего видео. [ Зрители, как тогда, так и сейчас, были почти единодушны в оценке фильма как одного из «классических» авиационных фильмов. 
В 1966 году Уитмен появился в фильме Роберта Гиста «Американская мечта», основанном на романе Нормана Мейлера.  в это же время Уитмен вернулся в «Боб Хоуп представляет театр Крайслера» в эпизоде «Самое высокое падение из всех», в котором он сыграл самоубийцу-каскадера, готового совершить чрезвычайно опасное падение для режиссера. [необходимы дополнительные цитаты]
На протяжении многих лет Уитмен отклонял ряд предложений сняться в телесериалах, в том числе «Мэнникс» и «Джадд для защиты». «Я хотел большего разнообразия в актерской игре», — сказал он. «Я чувствовала, что буду ограничивать себя».  Тем не менее, 7 сентября 1967 года состоялась премьера телешоу «Симаррон Стрип» с Уитменом в главной роли. [ «Многие большие люди говорили мне, что я был человеком номер один, которого хотели сети», — сказал Уитмен.  Шоу было дорогим, стоило от 350 000 до 400 000 долларов за эпизод, каждый из которых имел время трансляции 90 минут, и было самым дорогим драматическим сериалом, созданным на тот момент.  Сериал был спродюсирован собственной компанией Уитмена. «Я всегда хотел сыграть полицейского с сердцем, парня, который будет использовать все возможные средства, чтобы не убить человека», — сказал он. «Телевидению нужен был супергерой... и я думаю, что Краун может быть этим парнем».  В то время как Уитмен получил хорошие отзывы за свою игру, многие критиковали шоу за тонкие сюжеты, и оно было встречено разочаровывающими оценками.  У его временного слота была серьезная конкуренция: Дэниел Бун вышел на первое место, и в то время как «Летающая монахиня» осталась, «Бэтмен» был перенесен на другой временной интервал, а «Симаррон Стрип» был отменен. 
В 1969 году Уитмен снялся в фильме «Сладкие охотники».  Согласно книге Джона Грегори Данна «Студия» (1969), Уитмен была предложена на главную роль в фильме «Бостонский душитель» (1968) Джоном Боттомли, помощником генерального прокурора штата Массачусетс, который преследовал Альберта ДеСальво. Вместо этого роль досталась Тони Кертису. [ необходима цитата ]

### 1970 — 1987: Последующие проекты
В 1967 году Уитмен признался: «Я из тех, кто должен постоянно работать».  В начале 1970-х годов он все больше работал в Европе. «Я ушел из Голливуда, потому что там начинался безумный беспорядок!» — сказал он. «Существует всего два действительно хороших сценария, и они всегда достаются двум главным звездам индустрии. Я думал, что в Европе мне может встретиться что-то получше, и это произошло! В прошлом я совершал ошибки, но продолжал отыгрываться. Я всегда думал, что актеру суждено играть, но теперь я понимаю, что если ты хорошо играешь одну роль, ты застреваешь на ней!».
25 сентября 1970 года Уитмен был замечен в эпизоде мультсериала «Мир Бракена» «Убийство за кадром».  В том же году Уитмен появился в фильмах «Последний побег и «Непобедимая шестерка».  Он также снялся в эпизоде сериала «ФБР» и появился еще в нескольких.
26 октября 1971 года Уитмен снялся в фильмах «Капитан Апач», «Город под водой» и телевизионном фильме «Месть!».
12 января 1972 года в эфир вышел эпизод «Улова Линдемана», эпизод мультсериала «Ночная галерея Рода Серлинга», написанный Родом Серлингом и срежиссированный Джеффом Кори. История рассказывает о хладнокровном морском капитане (Уитмен), который захватывает русалку. 
В июле Уитмен снялся в недавно вышедшем фильме ужасов Уильяма Ф. Клэкстона «Ночь Лепуса». В нем Уитмен и Джанет Ли играют пару зоологов, которые ищут способы сократить популяцию кроликов, заполонивших близлежащее ранчо. Они тестируют сыворотку на некоторых образцах кроликов, которые могут вызвать у них врожденные дефекты и, следовательно, сократить популяцию. Один из них убегает, и вскоре после этого местность наводнена и подвергается нападению гигантских кроликов.  Производство было проблемным, и фильм подвергся критике после выхода. [ сказал, что он получил эту роль, потому что в то время он работал с Ли Ремиком над фильмом под названием «Конфетный человек», который был отменен. Когда он запросил свою зарплату и получил отказ, ему сказали, что он получит компенсацию только в том случае, если возьмет на себя главную роль в фильме «Ночь Лепуса», сценарий которого он с самого начала посчитал смешным. Далее он сказал, что фильм нанес ущерб его репутации и не был прибыльным.  Несмотря на плохую репутацию, фильм приобрел культовый статус, но был ретроспективно описан критиками как нелепый и непреднамеренно смешной. 
18 октября состоялась премьера диснеевского фильма «Беги, пума, беги» режиссера Джерома Кортленда с Уитменом в главной роли.  2 декабря Уитмен появилась в эпизоде «Carnival/The Vaudevillians» мультсериала «Остров фантазий».  В том же месяце, 10 числа, Уитмен во второй раз появился на «Ночной галерее» в эпизоде под названием «Ночь страха».  Еще одним сериалом, в котором он появился, стала «История призраков».  В том же году Уитмен появился в фильме «Охотник на женщин». 
25 января 1973 года Уитмен снялся в эпизоде сериала «Улицы Сан-Франциско» под названием «The Set Up».  13 апреля состоялась премьера телевизионного фильма «Человек, который умер дважды» с Уитмен в главной роли.  21 сентября Уитмен появился в фильме «Любовь и лифтер; «Комедийная актриса»; Ложь; Подозрительный муж» сериала «Любовь по-американски».  23 ноября Уитмен снялся в эпизоде сериала «Гек Рэмзи» «Трудная дорога к мести». 
В 1974 году Уитмен снялся в фильме ужасов «Добро пожаловать на пляж Эрроу». 
На неделе 20 октября 1975 года состоялась премьера фильма «Зовите его мистером Шаттером», в котором Уитмен сыграла главную роль.  29 октября Уитмен снялся в эпизоде «Человек посередине» мультсериала «Кэннон».  27 ноября состоялась премьера фильма Фреда Уильямсона «Злой Джонни Бэрроуз», в котором Уитмен сыграл второстепенную роль.  В том же году Уитмен снялась в фильме Джонатана Демме «Сумасшедшая мама».
24 января 1976 года Уитмен появился в первой части двухсерийного эпизода «Бегущий человек» сериала «S.W.A.T.».  марта Уитмен сыграл главную роль в итальянском боевике «Странные тени в пустой комнате», премьера которого состоялась в Италии, прежде чем выйти на мировой рынок. Он был снят в Канаде, как в Оттаве, так и в Монреале. По словам режиссера Альберто де Мартино, Уитмен согласилась на проект, чтобы работать за пределами Голливуда.  23-го числа того же месяца на экраны вышел фильм «Леди из Лас-Вегаса», в котором принял участие Уитмен.[ В том же году завершился фильм «Искатели сокровищ», в котором Уитмен сыграл свою роль. Сценарий был написан Родом Тейлором и исполнителем главной роли, а в главной роли снялась Элке Соммер. Из-за проблем во время съемок и пост-продакшна фильм вышел в ограниченный прокат только через несколько лет.  Наконец, он снялся в фильмах «Гарри О» и «Эллери Куин».
Второго января 1977 года в эфир вышел эпизод «Hot Ice Cold Hearts» телешоу «Куинси, М.Е.» с Уитмен в качестве приглашенной звезды.  19 февраля он снялся в сериале «Most Wanted» в эпизоде «Tunnel Killer».  В начале июня Уитмен появилась в фильме «Руби», премьера которого состоялась в кинотеатрах.  5 октября Уитмен появилась в фильме Ли Томпсона «Белый буйвол» с Чарльзом Бронсоном в главной роли.  16 октября Уитмен появился в эпизоде «Тайна африканского сафари» мультсериала «Братья Харди/Нэнси Дрю».  Уже 19 октября Уитмен появился в только что вышедшем фильме «Маньяк!». 30 ноября состоялась премьера фильма Тоуба Хупера «Съеденные заживо» с Уитменом в роли второго плана.  В том же году он снялся в фильме Мирчи Дрэгана «Нефть – огонь на миллиард долларов». Уитмен сказал, что ему было проблематично снимать румынский фильм, потому что статисты разговаривали во время репетиций и дублей. Когда Уитмен пожаловался помощнику режиссера, который затем сообщил о проблеме режиссеру, тот вернулся, сказав ему, чтобы он продолжал, иначе его застрелят. С этого момента Уитмен принял условия работы. 
В 1978 году Уитмен снялся в телевизионном мини-сериале режиссера Кена Аннакина под названием «Пират».  том же году он появился в фильме Генри Левина «Беги за розами». 
8 февраля 1979 года в эфир впервые вышел трехсерийный мини-сериал «Женщины в белом», в котором Уитмен разделила главную роль со Сьюзан Флэннери.  14 и 15 ноября 1979 года в эфир вышел четырехчасовой двухсерийный мини-сериал «Искатели», в котором Уитмен сыграл второстепенную роль.  В том же году Уитмен снялся в фильме «Дельта Фокс». 
В 1980 году Уитмен снялся в фильме «Рене Кардона-младший». s Guyana: Cult of the Damned,  и Los Traficantes De Panico, также известный как Under Siege.  29 ноября Уитмен снялась в фильме «Кондоминиум», который впервые вышел в эфир на WPIX. Телефильм представляет собой двухсерийный эпизод четырехчасовой адаптации романа Джона Д. Макдональда.  Уитмен также снимался в фильмах «Перекрёсток Куба» и «Клуб монстров».
19 апреля 1981 года Уитмен появился в эпизоде «Мальчик, который разговаривал с животными» мультсериала «Сказки о неожиданном».  Уитмен также появился в эпизоде 5 сезона сериала «Остров фантазий» под названием «Леди и монстр; Последний ковбой».  В фильмах Уитмен появлялся в фильмах «Демоноид», «Когда я король» и «Сафари ужасов». 
В 1982 году он появился в фильме Мэтта Кимбера «Бабочка».  16 октября Уитмен появился в «Проклятии Моро»; My Man Friday» сериала «Остров фантазий».  18 ноября Уитмен появился в эпизоде мультсериала «Саймон и Саймон» под названием «The Rough Rider Rides Again». 
5 апреля 1983 года Уитмен появился в эпизоде первого сезона сериала «Команда А» под названием «West-Coast Turnaround». 
30 апреля 1984 года Уитмен был ведущим документального фильма Hollywood Roughcuts.  27 мая Уитмен появился в эпизоде «Big Iron» мультсериала «Knight Rider».  25 ноября Уитмен появилась в эпизоде сериала «Бей, беги и убийство» мультсериала «Она написала убийство».  7 декабря Уитмен сыграл убийцу в сериале «Мэтт Хьюстон».  8 числа того же месяца Уитмен также появился в эпизоде «Полуночного шоссе» сериала «Cover Up».  Также в том же году он появился в эпизодах сериала «Отель». В кино Уитмен появлялся в фильме «Первый удар». 
В 1985 году Уитмен появился в фильмах «Смертельный незваный гость» и «Сокровища Амазонки» Рене Кардоны-младшего.  На телевидении Уитмен появился в сериале «Искатель потерянной любви», эпизоде сериала «Байки с темной стороны», эпизоде сериала «Охотник в городе» и эпизоде сериала «Кровь, пот и радость» сериала «Команда А».  В том же году CBS показала телевизионный фильм «Блюз ковбойши из Беверли-Хиллз» с Джеймсом Бролином и Лизой Хартман в главных ролях с второстепенной ролью Уитмена.
В 1986 году по телевидению вышел фильм «Стервятники» с Уитменом и Мередит Макрей в главных ролях.  У него также был выпуск домашнего видео.  22 января 1986 года Уитмен был приглашённой звездой в сериале «Магия Блэка».  17 февраля Уитмен также была гостем телешоу «Хардкасл и Маккормик».  9 октября Уитмен появилась в эпизоде «Фил после всех этих лет» сериала «Саймон и Саймон». 
10 февраля 1987 года телеканал CBS впервые показал экранизацию романа Мэри Хиггинс Кларк «Неподвижный дозор», где Уитмен сыграла второстепенную роль. 27 мая Уитмен появился в финале сезона сериала « Отель ».  В ноябре он появился в эпизоде сериала «Неприятности в Эдеме» мультсериала «Она написала убийство».  В том же году Уитмен появился в одном из эпизодов сериала «Джек и Майк».

### 1988 — 2000: Дальнейшая карьера и выход на пенсию
В 1988 году Уитмен появился в телевизионном фильме «Однажды в техасском поезде и эпизоде сериала «Джей Джей Старбак».  2 мая состоялась премьера первого эпизода биографического мини-сериала Эрнеста Хемингуэя «Хемингуэй», в котором Уитмен сыграл отца героя.  Первый сезон сериала «Супербой» начался в том же году, который был сосредоточен на Супермене/Кларке Кенте в годы его учебы в колледже; Уитмен сыграл Джонатана Кента. 
Во время работы над «Супербоем» Уитмен появлялся и в других проектах. В 1989 году Уитмен снялся в фильмах «Смертельный реактор и «Цыганка». 
В 1990 году Уитмен начал играть второстепенного персонажа в сериале «Узловая посадка». В том же году Уитмен сыграл второстепенные роли в фильмах «Движущаяся мишень», «Омега-полицейский» и «Босс мафии». 
В 1991 году Уитмен озвучил японский фильм «Небо и земля и снялся в фильме «Цвет вечера».  На сцене Уитмен играла в «Деревенской девушке».  В 1991 году в интервью Los Angeles Times Уитмен сказал: «Какое-то время я был прибыльным, затем я сделал пару шоу, которые не принесли денег. Тогда я был недееспособен... Как актер, ты должен продолжать работать. Вы должны что-то сделать, чтобы прокормить семью, дать детям возможность ходить в школу». 
В 1992 году Уитмен появилась в эпизоде сериала «Она написала убийство».  В том же году Уитмен сыграл второстепенные роли в фильмах «Гладкий говорун и «Песочный человек». 
В 1993 году Уитмен появился в эпизоде телешоу Time Trax.  В фильмах Уитмен появлялся в фильмах «Молния в бутылке и «Частные войны».  Уитмен также снялась в двухчасовом специальном дебюте телесериала «Приключения Бриско Каунти-младшего». 
В 1994 году Уитмен была гостем телевизионного шоу «Уокер, техасский рейнджер».  В фильмах Уитмен появлялся в фильмах «Ненадлежащее поведение» и «Суд присяжных». 
В 1995 году Уитмен появился в телевизионном фильме «Раненое сердце и эпизоде сериала «Здание суда». 
В 1996 году Уитмен появился в фильме «Страна молока и меда и короткометражном фильме «Две недели от воскресенья». В том же году Уитмен появился в телевизионном фильме «Шонесси: Железный маршал», экранизации романа Луи Ламура «Шонесси». 
В 1997 году Уитмен озвучила персонажа в детском мультсериале «Аааа!! Настоящие монстры. 
1 февраля 1998 года Уитмен был удостоен звезды на Голливудской аллее славы.  В том же году Уитмен появился в фильме «Второй шанс».
В 2000 году Уитмен появилась в телевизионном фильме «Человек президента». 
После этого сообщалось, что Уитмен ушел в отставку.  Он стал финансово независимым благодаря сочетанию развития недвижимости и своего актерского дохода.  «Мне не нужно было сниматься, чтобы зарабатывать на жизнь, но у меня была настоящая страсть к этому — я просто любила играть», — сказала Уитмен. 

## Личная жизнь

### Семья и отношения
Первый брак Уитмена был с Патрицией Лалонд (13 октября 1952 — 1966). У них было четверо детей — Тони (родился в 1953 году), Майкл (родился в 1954 году), Линда (родился в 1956 году) и Скотт (родился в 1958 году) — прежде чем они развелись.   
В 1966 году Стюарт женился во второй раз на француженке Каролине Бубис. У них был один сын, Джастин, прежде чем они развелись в 1974 году. В 2006 году он женился на Юлии Парадиз, русской женщине, с которой познакомился на свадьбе друга в Санкт-Петербурге в 1971 году. 

### Дружба
В одном из интервью Уитмен рассказал, что они с Бродериком Кроуфордом познакомились при встрече на съемках «Дорожного патруля». Всякий раз, когда у Уитмена не хватало денег, он сообщал об этом Кроуфорду, который продолжал приглашать его снова. Оба они тусовались вне рабочего места. Позже Уитмен помог Кроуфорду сняться в фильме «Палубы покраснели».
Еще одной коллегой по фильму «Красные палубы», которую прокомментировала Уитмен, была Дороти Дэндридж, которая переживала развод и была вынуждена поместить свою психически больную дочь в психиатрическую больницу. Уитмен был впечатлен ее силой и описывал ее как богиню. [ необходима цитата ]
Уитмен рассказал, что когда он впервые встретил Питера Фалька на съемках фильма «Корпорация убийств», у них были разногласия, но в конце концов они стали друзьями. Уитмену было трудно работать с режиссером «Метки» Гаем Грином, он считал его требовательным и слишком строгим, но впоследствии они стали хорошими друзьями. На съемках фильма «Пески Калахари» Уитмен сказал, что стал лучшим другом с коллегами по актерскому составу Стэнли Бейкером и Теодором Байкелом. Хотя поначалу он не ладил с Джимом Брауном, они тоже стали друзьями.
В той же статье Уитмен сказал, что Терри-Томас был одним из его лучших друзей. После совместной работы над фильмом «Эти великолепные люди в своих летающих машинах» оба встречались, чтобы выпить, навестить друг друга и искупаться в океане в доме Уитмена на берегу моря в Малибу. 

## Смерть
Уитмен умер 16 марта 2020 года от рака кожи в своем доме в Монтесито, штат Калифорния.  Среди выживших были его жена Джулия; четверо детей от первого брака, Линда Уитмен ван Хук и Энтони, Майкл и Скотт Уитмены; сын от второго брака, Джастин Уитмен; брат, актер Кипп Уитмен; семеро внуков; и четверо правнуков. 

## Награды и отличия
- Номинация на премию «Оскар» за лучшую мужскую роль — «Метка» (1961)
- Победитель (актер) премии «Западное наследие» — «Команчеро» (1961)
- Включён в Голливудскую аллею славы (1998)

## Фильмография
| Год       |   | Русское название                     | Оригинальное название                                                                                     | Роль                      |
| --------- | - | ------------------------------------ | --- | ------------------------- |
| 1951      | ф | Когда миры столкнутся                | When Worlds Collide                                                                                       |                           |
| 1953      | ф | Настоящий американец                 | All American                                                                                              | Зип Паркер                |
| 1954      | ф | Рапсодия                             | Rhapsody                                                                                                  | Доув                      |
| 1954      | ф | Серебряная жила                      | Silver Lode                                                                                               | Уикер                     |
| 1955—1975 | с | Дымок из ствола                      | Gunsmoke                                                                                                  | Барт                      |
| 1955—1959 | с | Дорожный патруль                     | Highway Patrol                                                                                            | сержант Уолтерс           |
| 1956      | ф | Семь человек с этого момента         | Seven Men from Now                                                                                        | лейтенант Коллинс         |
| 1956—1961 | с | Театр Зейна Грея                     | Zane Grey Theater                                                                                         | Дэйв Джордан              |
| 1957      | ф | Адский переплёт                      | Hell Bound                                                                                                | Эдди Мейсон               |
| 1957      | ф | Преступление страсти                 | Crime of Passion                                                                                          | лабораторный техник       |
| 1957—1963 | с | Есть оружие — будут путешествия      | Have Gun - Will Travel                                                                                    | Джил Борден               |
| 1958      | ф | Дом №10 по Северной улице Фредерик   | Ten North Frederick                                                                                       | Чарли Бонджорно           |
| 1958      | ф | Рейнджеры Дарби                      | Darby’s Rangers                                                                                           | Хэнк Бишоп                |
| 1959      | ф | Шум и ярость                         | The Sound and the Fury                                                                                    | Чарли Буш                 |
| 1960      | ф | Корпорация «Убийство»                | Murder, Inc.                                                                                              | Джоуи                     |
| 1961      | ф | Метка                                | The Mark                                                                                                  | Джим Фуллер               |
| 1961      | ф | Франциск Ассизский                   | Francis of Assisi                                                                                         | граф Паоло Вандрийский    |
| 1961      | ф | Команчерос                           | The Comancheros                                                                                           | Пол Регре                 |
| 1962      | ф | Осуждённые 4                         | Convicts 4                                                                                                | директор Кипер            |
| 1962      | ф | Самый длинный день                   | The Longest Day                                                                                           | лейтенант Шин             |
| 1963      | ф | День и час                           | Le jour et l'heure                                                                                        | капитан Аллан Морли       |
| 1963—1967 | с | Боб Хоуп представляет                | Bob Hope Presents the Chrysler Theatre                                                                    | Билли Коул                |
| 1964      | ф | Рио Кончос                           | Rio Conchos                                                                                               | капитан Хэвен             |
| 1965      | ф | Воздушные приключения                | Those Magnificent Men in their Flying Machines, Or How I Flew from London to Paris in 25 Hours 11 Minutes | Орвил Ньютон              |
| 1965—1974 | с | ФБР                                  | The F.B.I.                                                                                                | Билл Уэст                 |
| 1965      | ф | Пески Калахари                       | Sands of the Kalahari                                                                                     | Брайан О'Брайен           |
| 1966      | ф | Американская мечта                   | An American Dream                                                                                         | Стивен Ричард Ройяк       |
| 1969—1970 | с | Мир Брэкена                          | Bracken's World                                                                                           | лейтенант Джексон         |
| 1969—1974 | с | Любовь по-американски                | Love, American Style                                                                                      | Марко Барон               |
| 1969—1973 | с | Ночная галерея                       | Night Gallery                                                                                             | капитан Хендрик Линдеманн |
| 1970      | ф | Последний побег                      | The Last Escape                                                                                           | Ли Митчелл                |
| 1971      | ф | Город на дне моря                    | City Beneath the Sea                                                                                      | Майкл Мэтьюз              |
| 1971      | ф | Крутой стрелок                       | Captain Apache                                                                                            | Гриффин                   |
| 1971—1976 | с | Кеннон                               | Cannon | Нельсон Брилл             |
| 1971      | ф | Месть                                | Revenge                                                                                                   | Марк Хембрик              |
| 1972—1973 | с | Истории привидений                   | Ghost Story                                                                                               | Эд Лукас                  |
| 1972—1977 | с | Улицы Сан-Франциско                  | The Streets of San Francisco                                                                              | Ник Карл                  |
| 1972      | ф | Ночь Лепуса                          | Night of the Lepus                                                                                        | Рой Беннетт               |
| 1972      | ф | Беги, Пума, беги                     | Run, Cougar, Run                                                                                          | Хью МакРэй                |
| 1973—1976 | с | Гарри О                              | Harry O                                                                                                   | Артур Рубин               |
| 1973—1977 | с | Полицейская история                  | Police Story                                                                                              | капитан Стив Кальвино     |
| 1974      | ф | Добро пожаловать в Эрроу Бич         | Welcome to Arrow Beach                                                                                    | Депьюти Рэйкс             |
| 1975      | ф | Сумасшедшая мамаша                   | Crazy Mama                                                                                                | Джим Боб                  |
| 1976      | ф | Гнездо саламандр                     | Cuibul salamandrelor                                                                                      | Джон Картер               |
| 1977      | ф | Белый бизон                          | The White Buffalo                                                                                         | Уинифред Кокси            |
| 1977      | ф | Руби                                 | Ruby | Винс Кемпер               |
| 1977      | ф | Смертельная ловушка                  | Eaten Alive                                                                                               | шериф Мартин              |
| 1977—1984 | с | Остров фантазий                      | Fantasy Island                                                                                            | Чарльз Уэсли              |
| 1977      | ф | Выкуп                                | The Ransom                                                                                                | Уильям Уитакер            |
| 1978      | ф | Женщина с горячей реки               | La mujer de la tierra caliente                                                                            | Мужчина                   |
| 1978      | ф | Пират                                | The Pirate                                                                                                | Терри Салливан            |
| 1979—1988 | с | Непридуманные истории                | Tales of the Unexpected                                                                                   | Сэм Дженнер               |
| 1979      | ф | Гвиана: Преступление века            | Guyana: Crime of the Century                                                                              | Джеймс Джонсон            |
| 1979      | ф | Последний «Паккард»                  | The Last Convertible                                                                                      | полковник Хирэм Элкхарт   |
| 1979—1993 | с | Тихая пристань                       | Knots Landing                                                                                             | мистер Уиллис             |
| 1980      | ф | Убить Фиделя                         | Cuba Crossing                                                                                             | Тони                      |
| 1980      | ф | Кондоминиум                          | Condominium                                                                                               | Марти Лисс                |
| 1981      | ф | Клуб монстров                        | The Monster Club                                                                                          | Сэм                       |
| 1981—1989 | с |                                      | Саймон и Саймон                                                                                           | Simon & Simon / Бак Янси  |
| 1981      | ф | Демоноид: Посланник смерти           | Demonoid: Messenger of Death                                                                              | отец Каннингем            |
| 1982      | ф | Бабочка                              | Butterfly                                                                                                 | Риверс                    |
| 1982—1985 | с | Мэтт Хьюстон                         | Matt Houston                                                                                              | Карл «Чемпион» Росс       |
| 1982—1986 | с | Рыцарь дорог                         | Knight Rider                                                                                              | Фрэнк Сандерсон           |
| 1983—1987 | с | Команда «А»                          | The A-Team                                                                                                | Чак Истерленд             |
| 1983—1988 | с | Отель                                | Hotel | Сэл Пинелли               |
| 1983—1988 | с | Сказки с тёмной стороны              | Tales from the Darkside                                                                                   | Эдвард Осборн             |
| 1984—1991 | с | Охотник                              | Hunter | Рэймон Бэллами            |
| 1984      | ф | Мастер                               | The Master                                                                                                | Хеллмэн                   |
| 1984—1985 | с | Скрываемый факт                      | Cover Up                                                                                                  | шериф Скиннер             |
| 1984—1996 | с | Она написала убийство                | Murder, She Wrote                                                                                         | Бен Миллер                |
| 1985      | ф | Сокровища Амазонки                   | The Treasure of the Amazon                                                                                | Гринго                    |
| 1985      | ф | Первый удар                          | First Strike                                                                                              | капитан Уэлш              |
| 1988      | ф | Однажды в техасском поезде           | Once Upon a Texas Train                                                                                   | Джордж Аск                |
| 1988      | ф | Хэмингуэй                            | Hamingway                                                                                                 | Эрнест Хэмингуэй          |
| 1988—1992 | с | Супермальчик                         | Superboy                                                                                                  | Джонатан Кент             |
| 1988      | ф | Движущаяся мишень                    | Bersaglio sull'autostrada                                                                                 | Джо Фрэнк                 |
| 1989      | ф | Священная месть                      | Deadly Reactor                                                                                            | Дюк                       |
| 1990      | ф | Битва самураев                       | Ten to Chi to                                                                                             | голос за кадром           |
| 1990      | ф | Работорговцы                         | Omega Cop                                                                                                 | доктор Латимер            |
| 1990      | ф | Обольститель                         | Smoothtalker                                                                                              | лейтенант Галлахер        |
| 1993—1994 | с | Пороги времени                       | Time Trax                                                                                                 | маршал                    |
| 1993—2001 | с | Крутой Уокер: правосудие по-техасски | Walker, Texas Ranger                                                                                      | Ларедо Джейк Бойд         |
| 1993—1994 | с | Приключения Бриско Каунти-младшего   | The Adventures of Brisco County Jr.                                                                       | Грэнвилль Торогуд         |
| 1993      | ф | Молния в бутылке                     | Lightning in a Bottle                                                                                     | Джона Оттерман            |
| 1994      | ф | Суд присяжных                        | Trial by Jury                                                                                             | Эмметт                    |
| 1994      | ф | Тонкий расчёт                        | Improper Conduct                                                                                          | Фрост                     |
| 1994      | ф | Уокер — техасский рейнджер 3         | Walker Texas Ranger 3: Deadly Reunion                                                                     | Ларедо Джейк Бойд         |
| 1995      | ф | Израненное сердце                    | Wounded Heart                                                                                             | Джейк Лэнс                |
| 2000      | ф | Человек президента                   | The President's Man                                                                                       | Джордж Уильямс            |